# さくさくぱんだ
さくさくぱんだは、カバヤ食品が販売しているビスケットである。

## 概要
パンダの顔をモチーフにしたビスケット。チョコのパンダの顔は70種類ある。

## 商品ラインナップ
- さくさくぱんだ
- さくさくぱんだいちご
- さくさくぱんだファミリーパック

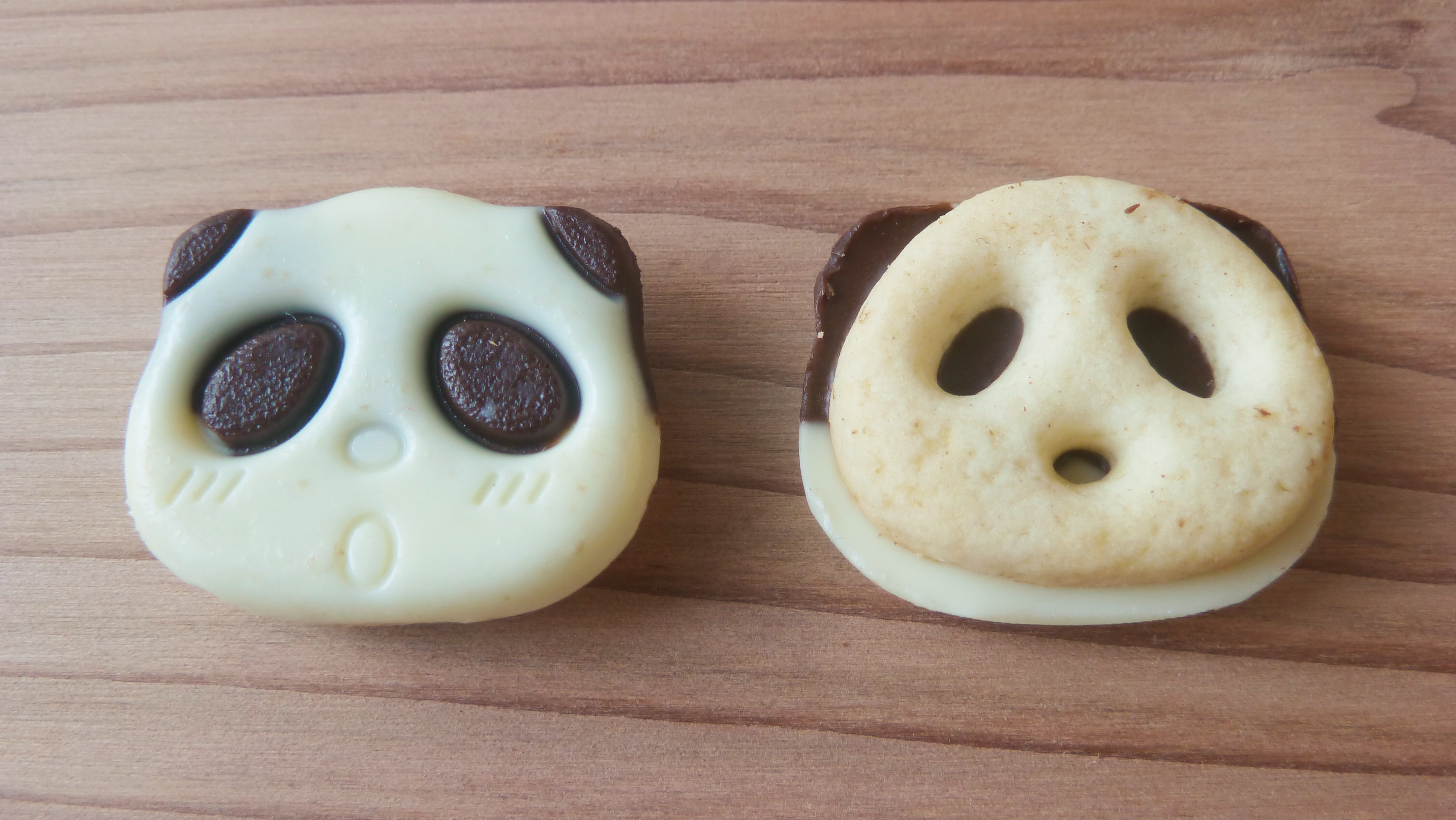
さくさくぱんだファミリーパック

- さくさくぱんだ「ミルク＆ほろにがチョコ」（2021年3月リニューアル商品）[3]
- さくさくぱんだ「アーモンド＆まろやかミルク」
- さくさくぱんだ まろやかピスタチオラテ（2023年11月14日発売）[4]